# Paul Gsell
Paul Valentin Gsell (geboren am 24. Januar 1870 in Meudon, Département Seine et Oise; gestorben am 19. April 1947 in Saint-Rémy-lès-Chevreuse) war ein französischer Kunstkritiker und Schriftsteller.

## Leben
Gsell war ein Sohn des Glasmalers Johann Julius Caspar Gsell (1814–1904) und dessen Frau Caroline Adèle (geborene Laurent), einer Tochter von Émile Laurent. Sein Großvater Jakob Laurenz Gsell (3. Oktober 1786–1870) war Lithograf, Maler und Zeichner, sein Onkel Theodor Gsell Fels war Kunsthistoriker und Schriftsteller. Er hatte mindestens drei ältere Brüder, den Maler Lucian Laurenz Gsell (* 19. November 1860–9. November 1944), den Archäologen Stéphane Gsell (7. Februar 1864–1. Januar 1932) und den Glasmaler Jakob Albert Gsell (* 28. Dezember 1867–28. Februar 1951), sowie einen jüngeren Bruder, den Kaufmann Germain Gsell-Monasterio (1877–1953). Im Jahr 1910 heiratete er Elisabeth (geborene Passement, 1897–1961).
In seinem Heimatort Meudon besaß der Bildhauer Auguste Rodin ein Wohnhaus mit Atelier in dem dazugehörigen Dorf Val Fleury (die  „Villa des Brillants“, heute Musée Rodin de Meudon). Hier besuchte er um 1910 den Künstler und schlug ihm vor, ein Buch über die Betrachtungen Rodins über die Kunst, nach dessen Diktat zu schreiben. Gemeinsam mit Auguste Rodin verfasste er das Werk L’Art, das 1911 herausgegeben wurde. Dieses erschien ab 1912 zunächst im Ernst Rowohlt Verlag in Leipzig unter dem Titel Auguste Rodin – Die Kunst. Gespräche des Meisters in mehreren Auflagen auf Deutsch.
Gsell veröffentlichte weitere Schriften und Artikel zu berühmten Persönlichkeiten seiner Zeit, wie der Schauspielerin Julie Bernat (genannt Mademoiselle Judith oder Madame Judith), dem Schriftsteller Anatole France oder dem Maler Jean-François Millet, verfasste Essays über die Kunst, die Wissenschaft oder das Theater oder schrieb Nachrufe zu seinen verstorbenen Zeitgenossen. Er versuchte sich an eigenen poetischen und musikalischen Stücken, schrieb Romane und engagierte sich auch politisch.

## Auszeichnungen (Auswahl)
- 19. September 1921: Ritter der Ehrenlegion[5]

## Schriften (Auswahl)
- Histoires instructives (nouvelles scientifiques). L.-Henry May, Paris 1898.
- Chez Rodin. In: Armand Dayot (Hrsg.): L’Art et les artistes: revue mensuelle d’art ancien et moderne…. Band IV, Paris 1907, S. 392–415 (gallica.bnf.fr).
- Julie Bernat Judith: My autobiography. G. P. Putnam’s Sons, New York 1913 (englisch, archive.org, französischer Originaltitel: Mémoires Paris, 1911).
- Auguste Rodin – Die Kunst. Gespräche des Meisters. Kurt Wolff Verlag, Leipzig 1918 (aus dem Französischen ins Deutsche übersetzt von Paul Prina).
- Les gosses dans les ruines; idylle de guerre. 1918 (Theaterschauspiel, archive.org, 1918 verfilmt als The Kiddies in the Ruins imdb.com).
- Anatole France, Die Vormittage der Villa Said. Gespräche gesammelt von Paul Gsell. I. M. Spaeth Verlag, Berlin 1925 (französischer Originaltitel: Les matinées de la Villa Saïd: propos d’Anatole France, recueillis par Paul Gsell Bernard Grasset, Paris archive.org)..
- Deux Centenaires, Rodin et Claude Monet. In: L’Illustration. Band 207, 1940, S. 242–245.
- Auguste Rodin et la guerre. In: Pro Arte. Nr. 21, 1944, S. 14–16.